# Liste der Monuments historiques in Lenoncourt
Die Liste der Monuments historiques in Lenoncourt führt die Monuments historiques in der französischen Gemeinde Lenoncourt auf.

## Liste der Immobilien
| Bezeichnung                       | Beschreibung | Standort                    | Kennzeichnung | Schutzstatus   | Datum     | Bild |
| --------------------------------- | --- | --------------------------- | ------------- | -------------- | --------- | ---- |
| Château de Lenoncourt             | Burganlage, 13. Jahrhundert, im 18. und 19. Jahrhundert zum Schloss umgestaltet; einschließlich des Turms im Park | Rue de l’Église (Lage)      | PA00106058    | Inscrit Classé | 1979 1984 |      |
| Solefördertürme im Tal der Roanne | fünf Gruppen von Fördertürmen, zwischen 1855 und 1967 genutzt; auch auf der Gemarkung von Varangéville            | südöstlich des Ortes (Lage) | PA00106059    | Inscrit        | 1986      |      |

## Liste der Objekte
| Bezeichnung                    | Beschreibung                                                                                        | Standort                                   | Kennzeichnung | Schutzstatus | Datum | Bild |
| ------------------------------ | --------------------------------------------------------------------------------------------------- | ------------------------------------------ | ------------- | ------------ | ----- | ---- |
| Architekturelemente            | Treppe mit Geländer; Kamin und Zimmerdecke im Speisesaal; Ausstattung des großen und kleinen Salons | im Château de Lenoncourt (Lage)            | PM54001143    | Classé       | 1979  |      |
| Grabstein für Jean de Maugiron | Stein, nach 1542                                                                                    | in der Kirche Nativité-de-la-Vierge (Lage) | PM54000358    | Classé       | 1908  |      |